# 1940–1941-es olasz labdarúgókupa
Az 1940–1941-es olasz labdarúgókupa az olasz kupa 8. kiírása. A kupát a Venezia nyerte meg mindmáig először.

## Eredmények

### Kvalifikáció a Serie C-ből
| 1. csapat                   | Eredmény       | 2. csapat                 |
| --------------------------- | -------------- | ------------------------- |
| Treviso                     | 2–0            | Belluno                   |
| Grion Pola                  | 2–1            | Ampelea Isola d'Istria    |
| Ponziana                    | 1–2            | Fiumana                   |
| Mestre                      | 2–1            | San Donà                  |
| Pro Gorizia                 | 3–0            | Pieris                    |
| Ferrara                     | 0–4            | Rovigo                    |
| Lanerossi Schio             | 0–1            | Marzotto                  |
| Audace San Michele Extra    | 1–2            | Mantova                   |
| Pro Ponte                   | 2–3            | Casalini Brescia          |
| Parma                       | 3–1            | Gianni Corradini Suzzara  |
| Acciaierie Falck Sesto S.G. | 0–0 (hu.) 0–21 | Alfa Romeo Milano         |
| Cremonese                   | 1–0            | Redaelli Milano-Rogoredo  |
| Vigevano                    | 0–22           | Pirelli Milano-Bicocca    |
| Pro Palazzolo               | 8–1            | Monza                     |
| Crema                       | 1–0            | Piacenza                  |
| Biellese                    | 1–1 (hu.) 1–21 | Casale                    |
| Juventus Domo               | 4–2            | Omegna                    |
| Legnano                     | 1–3            | Meda                      |
| Lecco                       | 2–1            | Cantù                     |
| Pro Patria                  | 1–0            | Pavese "Luigi Belli"      |
| Seregno                     | 1–0            | Varese                    |
| Gallaratese                 | 2–0            | Galliate                  |
| Caratese                    | 0–1            | Como                      |
| Cuneo                       | 3–1            | Varazze                   |
| Vado                        | 0–22           | Acqui                     |
| Rapallo                     | 4–0            | Littorio Genova           |
| Sanremese                   | 1–0            | Albenga                   |
| Asti                        | 3–2            | Pinerolo                  |
| Savigliano                  | 2–3            | Valpolcevera              |
| Prato                       | 7–1            | Montevarchi               |
| Carrarese                   | 4–0            | Cecina                    |
| Pontedera                   | 4–1            | Aullese                   |
| Empoli                      | 5–1            | Forte dei Marmi           |
| Signe                       | 5–2            | Sangiovannese             |
| Arezzo                      | 6–0            | Tiferno Città di Castello |
| Forlì                       | 2–0            | Ravenna                   |
| Molinella                   | 4–0            | Imolese "F.Zardi"         |
| Baracca Lugo                | 2–3            | Forlimpopoli              |
| Pescara                     | 3–0            | Lanciano                  |
| Borzacchini                 | 4–2 (hu.)      | Alba Trastevere           |
| Perugia                     | 4–0            | Aquila                    |
| Taranto                     | 4–2            | Cosenza                   |
| Teramo                      | 3–1            | Chieti                    |
| Sambenedettese              | 1–0            | Alma Juventus             |
| Vis Pesaro                  | 7–1            | Gubbio                    |
| Rimini                      | 7–0            | Ascoli                    |
| M.A.T.E.R. Roma             | 2–0            | Civitavecchiese           |
| Supertessile Rieti          | 6–1            | Foligno                   |
| Ilva Bagnolese              | 5–0            | Sora                      |
| Cavese                      | 2–4            | Savoia                    |
| Salernitana                 | 4–1            | Stabia                    |
| Foggia                      | 1–0            | Armando Diaz Bisceglie    |
| Trani                       | 1–3 (hu.)      | Molfetta                  |
| Catania                     | 0–22           | Siracusa                  |
| Lecce                       | 1–0 (hu.)      | Brindisi                  |
| Amatori Bologna             | 2–02           | Pistoiese                 |
| Cavagnaro                   | 2–02           | Entella                   |
| Potenza                     | 2–02           | Pro Italia Taranto        |

1 - Megismételt mérkőzés.

2 - Az olasz szövetség döntése alapján.

### Első forduló
A fordulóban csatlakozó csapatok: Baratta Battipaglia, C.R.D.A. Monfalcone, Carpi, Ilva Savona, Messina, Palermo Juventina.
| 1. csapat           | Eredmény       | 2. csapat              |
| ------------------- | -------------- | ---------------------- |
| Fiumana             | 1–0            | Grion Pola             |
| Pro Gorizia         | 0–0 (hu.) 2–41 | C.R.D.A. Monfalcone    |
| Mestre              | 1–2            | Marzotto               |
| Rovigo              | 3–2            | Treviso                |
| Mantova             | 1–3            | Casalini Brescia       |
| Parma               | 2–1            | Cremonese              |
| Crema               | 1–0            | Alfa Romeo Milano      |
| Pro Palazzolo       | 2–3            | Pirelli Milano-Bicocca |
| Meda                | 2–4            | Juventus Domo          |
| Gallaratese         | 0–0 (hu.) 1–51 | Casale                 |
| Pro Patria          | 2–0            | Seregno                |
| Lecco               | 1–0            | Como                   |
| Rapallo             | 1–2            | Sanremese              |
| Cavagnaro           | 3–1            | Cuneo                  |
| Acqui               | 1–0            | Asti                   |
| Valpolcevera        | 4–2            | Ilva Savona            |
| Arezzo              | 4–2            | Pontedera              |
| Prato               | 5–2            | Empoli                 |
| Carpi               | 0–1            | Amatori Bologna        |
| Signe               | 4–3            | Carrarese              |
| Forlimpopoli        | 2–3            | Rimini                 |
| Pescara             | 2–0            | Teramo                 |
| Vis Pesaro          | 4–0            | Sambenedettese         |
| Forlì               | 4–1            | Molinella              |
| Perugia             | 5–1            | M.A.T.E.R. Roma        |
| Borzacchini Terni   | 1–0            | Supertessile Rieti     |
| Savoia              | 0–1            | Salernitana            |
| Baratta Battipaglia | 2–1            | Ilva Bagnolese         |
| Potenza             | 0–1            | Foggia                 |
| Palermo Juventina   | 2–02           | Messina                |
| Molfetta            | 5–1            | Lecce                  |
| Taranto             | 3–0            | Siracusa               |

1 - Megismételt mérkőzés.

2 - Az olasz szövetség döntése alapján.

### Második forduló
| 1. csapat              | Eredmény  | 2. csapat           |
| ---------------------- | --------- | ------------------- |
| Marzotto               | 3–1       | Rovigo              |
| Fiumana                | 4–0       | C.R.D.A. Monfalcone |
| Pirelli Milano-Bicocca | 3–2 (hu.) | Casalini Brescia    |
| Parma                  | 2–1       | Crema               |
| Pro Patria             | 3–2       | Juventus Domo       |
| Lecco                  | 0–2       | Casale              |
| Cavagnaro              | 2–0       | Valpolcevera        |
| Sanremese              | 2–1       | Acqui               |
| Prato                  | 0–1       | Amatori Bologna     |
| Arezzo                 | 5–2       | Signe               |
| Pescara                | 1–0       | Vis Pesaro          |
| Forlì                  | 3–2       | Rimini              |
| Salernitana            | 4–0       | Baratta Battipaglia |
| Borzacchini Terni      | 3–2       | Perugia             |
| Molfetta               | 2–1       | Foggia              |
| Taranto                | 0–1       | Palermo Juventina   |

#### Kvalifikáció a Serie B-ből
| 1. csapat | Eredmény  | 2. csapat    |
| --------- | --------- | ------------ |
| Reggiana  | 2–3 (hu.) | Fanfulla     |
| Liguria   | 3–0       | Pro Vercelli |

### Harmadik forduló
A fordulóban csatlakozó csapatok: Alessandria, Anconitana-Bianchi, Brescia, Fanfulla, Liguria, Lucchese, Maceratese, Modena, Padova, Pisa, Savona, Siena, Spezia, Udinese, Verona, Vicenza.
| 1. csapat          | Eredmény | 2. csapat              |
| ------------------ | -------- | ---------------------- |
| Anconitana-Bianchi | 8–1      | Molfetta               |
| Brescia            | 3–1      | Alessandria            |
| Casale             | 4–0      | Modena                 |
| Fiumana            | 3–1      | Pirelli Milano-Bicocca |
| Forlì              | 2–3      | Fanfulla               |
| Liguria            | 7–0      | Sanremese              |
| Lucchese           | 6–2      | Cavagnaro              |
| Verona             | 3–1      | Vicenza                |
| Maceratese         | 1–2      | Siena                  |
| Padova             | 6–1      | Marzotto               |
| Pro Patria         | 5–0      | Amatori Bologna        |
| Salernitana        | 3–0      | Pescara                |
| Savona             | 3–0      | Arezzo                 |
| Spezia             | 4–3      | Pisa                   |
| Borzacchini Terni  | 4–1      | Palermo Juventina      |
| Udinese            | 4–1      | Parma                  |

### Negyedik forduló
A fordulóban csatlakozó csapatok: Ambrosiana-Inter, Atalanta, Bari, Bologna, Fiorentina, Genova 1893, Juventus, Lazio, Livorno, Milan, Napoli, Novara, Roma, Torino, Triestina, Venezia.
| 1. csapat        | Eredmény       | 2. csapat          |
| ---------------- | -------------- | ------------------ |
| Ambrosiana-Inter | 0–2            | Juventus           |
| Atalanta         | 2–2 (hu.) 2–41 | Brescia            |
| Bari             | 0–22           | Novara             |
| Casale           | 1–5            | Milan              |
| Fiorentina       | 1–0            | Liguria            |
| Fiumana          | 2–1            | Genova 1893        |
| Livorno          | 2–1            | Savona             |
| Padova           | 6–1            | Salernitana        |
| Pro Patria       | 0–1            | Lucchese           |
| Roma             | 2–1            | Fanfulla           |
| Siena            | 0–0 (hu.) 3–61 | Bologna            |
| Spezia           | 1–0            | Anconitana-Bianchi |
| Torino           | 1–1 (hu.) 2–11 | Napoli             |
| Triestina        | 1–2            | Lazio              |
| Udinese          | 4–0            | Verona             |
| Venezia          | 3–0            | Borzacchini Terni  |

1 - Megismételt mérkőzés.

2 - Az olasz szövetség döntése alapján.

### Nyolcaddöntő
| 1. csapat  | Eredmény        | 2. csapat |
| ---------- | --------------- | --------- |
| Bologna    | 3–1 (hu.)       | Livorno   |
| Fiorentina | 5–3             | Juventus  |
| Fiumana    | 0–1 (hu.)       | Spezia    |
| Lucchese   | 1–3             | Padova    |
| Milan      | 0–2             | Lazio     |
| Roma       | 2–2 (hu.) 2–012 | Novara    |
| Torino     | 5–2             | Brescia   |
| Venezia    | 5–0             | Udinese   |

1 - Megismételt mérkőzés.

2 - Az olasz szövetség döntése alapján.

### Negyeddöntő
| 1. csapat | Eredmény | 2. csapat  |
| --------- | -------- | ---------- |
| Bologna   | 3–4      | Venezia    |
| Padova    | 1–3      | Torino     |
| Roma      | 4–1      | Fiorentina |
| Spezia    | 2–5      | Lazio      |

### Elődöntő
| 1. csapat | Eredmény       | 2. csapat |
| --------- | -------------- | --------- |
| Torino    | 1–1 (hu.) 0–11 | Roma      |
| Venezia   | 3–1            | Lazio     |

1 - Megismételt mérkőzés.

### Döntő
| 1941. június 8. |

| Roma               | 3–3 (h. u.) | Venezia                               |
| ------------------ | ----------- | ------------------------------------- |
| Amadei 14' 16' 19' | (3–1)       | 37' Mazzola 63' Diotalevi 68' Alberti |

| Stadio Olimpico, Róma Nézőszám: – Játékvezető: Renzo Curradi |

#### Megismételt mérkőzés
| 1941. június 15. |

| Venezia  | 1–0   | Roma |
| -------- | ----- | ---- |
| Loik 72' | (0–0) |      |

| Stadio Pierluigi Penzo, Velence Nézőszám: – Játékvezető: Raffaele Scorzoni |

| Az 1940–1941-es olasz labdarúgókupa győztese: |
| --------------------------------------------- |
| Venezia 1. cím                                |